# Toyota Motor Manufacturing (UK)
Toyota Motor Manufacturing (UK) Limited (kurz TMUK) ist ein britischer Automobilhersteller mit Sitz in Burnaston (South Derbyshire) und eine Tochtergesellschaft von Toyota.  Neben dem Produktionsstandort Burnaston umfasst TMUK auch ein Motorenwerk im nordwalisischen Deeside.

## Geschichte

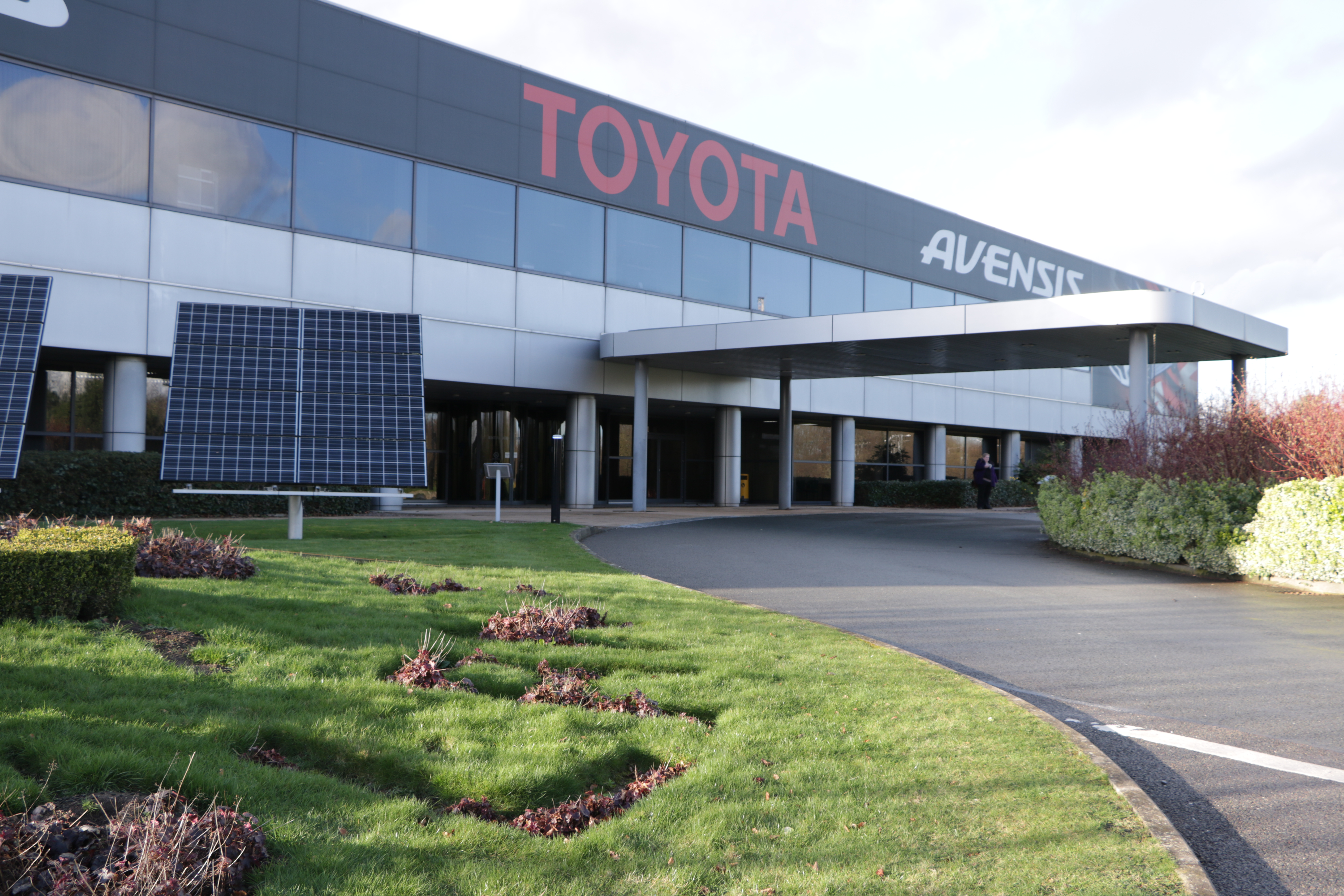
Haupteingang (2017)

Das Unternehmen wurde 1989 gegründet.
Am Standort Burnaston befand sich früher der Derby Airport. Burnaston setzte sich gegen sechs andere mögliche Standorte in Großbritannien durch. Als Gegenleistung für die Zusage wurde die A50 ausgebaut.
In die Errichtung der Fabrik wurden 650 Millionen Pfund gesteckt. Das Werk Burnaston hat eine Größe von 2.350.000 Quadratmetern und verfügt über eine eigene Teststrecke. Das Besucherzentrum des Werks wird Burnaston Hall genannt, eine  Reminiszenz an das Gebäude, das für die Fabrik weichen musste. Bis 2019 investierte Toyota 2,75 Mrd. Pfund in dieses Werk.
Die Produktion wurde im Dezember 1992 aufgenommen. Einer der früheren geschäftsführenden Direktoren von TMUK war Hein Van Gerwen, der auch Torhüter beim niederländischen Fußballverein PSV Eindhoven war.
Während in der ersten Schicht Ende 1992 nur vier Fahrzeuge hergestellt wurden, waren es 2017 rund 600 Fahrzeuge pro Tag. Im Jahr 2011 wurden beispielsweise 128.000 Fahrzeuge und  130.000 Motoren gefertigt. Bis 2017 wurden in Burnaston mehr als vier Millionen Fahrzeuge hergestellt. Im Motorenwerk Deeside wurde diese Marke 2018 erreicht.
Laut eigener Aussage aus dem Jahr 2018 werden 85 % der Produktion auf europäische Märkte exportiert.

## Modelle
Im August 1992 wurden in Deeside die ersten Motoren (E 4A) gefertigt, im Dezember 1992 rollte der erste Carina E in Burnaston vom Band. Dieses erste Fahrzeug wurde niemals verkauft und befindet sich heute im British Motor Museum. Nach dem Carina wurde ab Oktober 1997 der Avensis montiert. Im September 1998 kam der Corolla hinzu, der im Februar 2007 vom Auris abgelöst wurde. Im Juni 2010 startete die Produktion des Auris Hybrid. Damit war TMUK das erste Toyota-Werk außerhalb Japans, das Hybrid-Fahrzeuge herstellte.
Die Produktion des Avensis in Großbritannien endete 2018. Insgesamt wurden 1.936.572 Exemplare gefertigt. Seither wurde nur noch ein Modell (Auris) gefertigt.
Im Januar 2019 begann die Produktion des neuen Corolla.